# DSV 78 하노버
DSV 78 하노버(Deutscher Sportverein 1878 Hannover e.V.)는 1878년 창단한 독일에서 가장 오래된 럭비 유니온 팀이다. 하노버를 연고로 하고 있으며 현재 럭비-분데스리가에 참가하고 있다. 2 럭비-분데스리가에 참가할 당시 하노버의 또 다른팀인 SV 08 리클링겐과 DSV 78/08 리클링겐이란 이름으로 참가하였지만 2008-09 시즌을 마지막으로 SV 08 리클링겐이 분리해 나갔다.